# Runner in the Night
 "Runner in the Night", Canção do Reino Unido no Festival Eurovisão da Canção 1986
"Runner in the night" (em português: "Corredor à noite") foi a canção britânica no Festival Eurovisão da Canção 1986, interpretada em inglês pela banda Ryder (constituída por Maynard Williams, Dudley Phillips, Paul Robertson, Andy Ebsworth, Geoff Leach e Rob Terry)
A canção tinha letra de Maureen Darbyshire e música de Brian Wade.
Ryder ganhou o direito de participar em Bergen por ter vencido a final britânica A Song for Europe, onde foram os sextos a atuar.. Em Bergen, a canção britânica foi a quinta da noite, a seguir à canção norueguesa"Romeo", interpretada por Ketil Stokkan e antes da canção islandesa Gleðibankinn", interpretada pela banda ICY. No final, a canção britânica terminou em sétimo lugar e recebeu 72 pontos.
A canção musicalmente é rock contemporâneo, partindo da norma da época em que a banda tocou instrumentos (bateria eletrónica) e teclados e não necessitou de orquestra. A canção é sobre um homem "correndo à noite" para uma mulher que ele tinha deixado, na esperança de que não fosse muito tarde.
Em termos comerciais esta canção foi um fracasso de vendas no Reino Unido: não indo além do nº98, sendo até então o pior resultado comercial para uma canção britânica do Festival Eurovisão da Canção, desde 1964.